# Bateria AGM

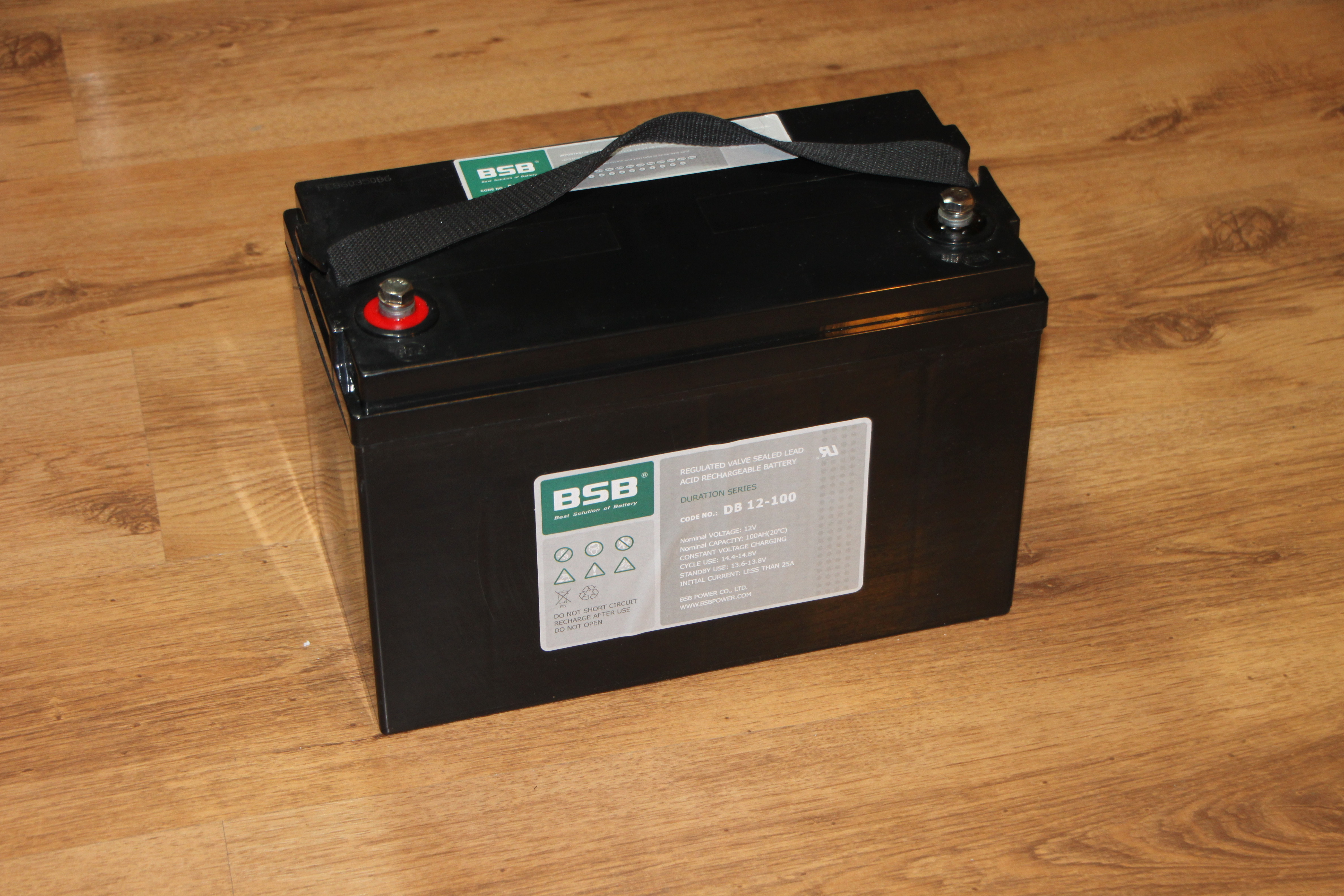
Bateria AGM 100 ampere-hora

La bateria AGM (absorbent glass mat) és una classe d'acumulador de plom en què l'electròlit s'absorbeix dins d'una malla feta de fibres de vidre molt primes. També conté una vàlvula d'alleujament de pressió, ja que és una evolució de les bateries VLRA. Es caracteritza per una quantitat limitada d'electròlit absorbit en un separador de plaques de malla de fibra de vidre, que separa les plaques negatives i de les positives deixant uns espais que faciliten la recombinació de l'oxigen dins de la cel·la, amb independència de la posició de les cel·les, i la presència d'una vàlvula d'alleujament que s'obre quan la pressío dins de la bateria arriba a un cert nivell.

## Significat de les sigles AGM
Les sigles AGM signifiquen Absorbent Glass Mat, són acumuladors de plom-àcid en els quals l'electròlit s'absorbeix en uns separadors consistents en una malla esponjosa de fibra de vidre. En cas de ruptura de l'envàs, la fuita d'àcid es limita. Gràcies a la divisió de les plaques per fibres de vidre, no hi ha perill de curtcircuit entre cel·la i cel·la. Els acumuladors de placa espiral tenen un temps de càrrega encara més curt.

## Història

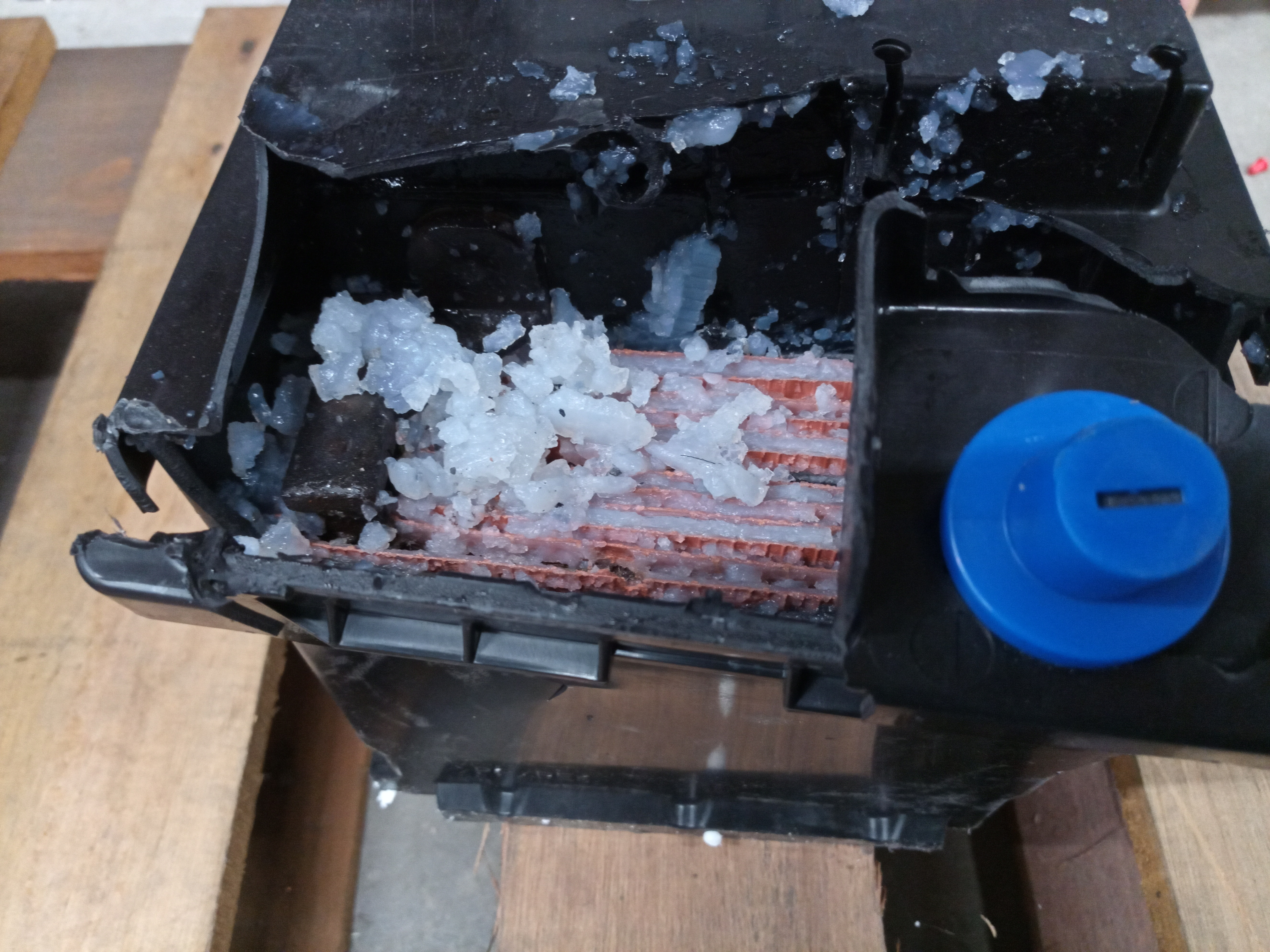
Bateria de gel defectuosa: els grumolls blancs d'electròlit gelificat són visibles entre les plaques.

La primera bateria de plom-àcid de gel va ser inventada per Elektrotechnische Fabrik Sonneberg el 1934. La bateria moderna de gel-VRLA va ser inventada per Otto Jache de Sonnenschein el 1957.
Cyclon de Gates: La primera bateria AGM va ser la Cyclon, patentada per Gates Rubber Corporation el 1972 i fabricada per EnerSys. La Cyclon era única ja que la cel·la té uns elèctrodes de làmina prima de plom enrotllats en espiral, que augmenten la superfície de contacte amb l'electrolit, per aquest motiu, alguns fabricants van aprofitar la tecnologia per implementar-la en cel·les de plaques planes convencionals.
A mitjans de la dècada de 1980, dues empreses del Regne Unit, Chloride i Tungstone, van introduir simultàniament bateries AGM amb una capacitat de 400 Ah i garantides amb 10 anys de vida útil, responent a una sol·licitud de British Telecom amb una especificació per a bateries per al suport de nous intercanvis digitals. En el mateix període Gates va adquirir una altra empresa britànica, Varley, especialitzada en bateries per avions militars. Varley va adaptar la tecnologia de làmina de plom en espiral de Cyclon per produir bateries de placa plana amb unes excepcionals altes prestacions, fins al punt que la tecnologia AGM es va utilitzar en el camp de l'aeronàutica i en usos militars, obtenint l'aprovació per a una gran varietat d'avions, incloent els avions de negoci BAE 125 i 146, el Harrier i el seu derivat AV8B, arribant a ser utilitzada també en algunes variants dels caces F16 com a primeres alternatives a les bateries de níquel-cadmi (Ni-Cd) estàndard.

## Característiques

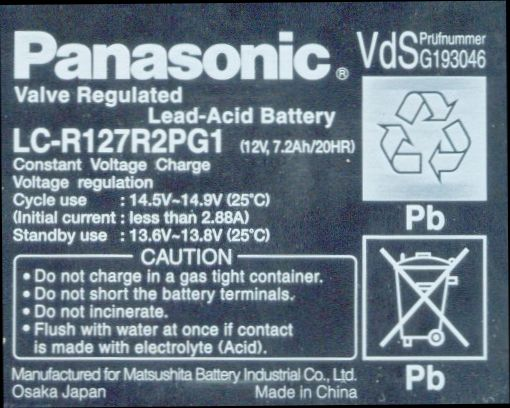
Voltatge característic de les bateries AGM/VRLA

La principal diferencia amb les bateries de plom-àcid inundades rau en el fet que l'electròlit es manté dins d'unes estores de fibra vidre, en lloc d'inundar lliurement les plaques. Les bateries AGM contenen una fina malla de fibra de vidre en forma d'estora (anomenada separador AGM) enmig de les plaques de plom de la bateria que serveix per absorbir l'electròlit i separar les plaques, de fet, amb aquest separador aïllant, de fibra de vidre ultra fina, mai es podran tocar (creuar). Aquesta capa de malla absorbeix l'electròlit fent que no pugui escapar en cas de ruptura de la caixa, evitant un degoteig fora de la bateria, Les primes fibres de vidre es teixeixen en forma d'estora per augmentar la superfície de manera que pugui contenir una quantitat suficient d'electròlit a les cel·les durant la seva vida útil. Aquestes estores s'escorren entre un 2% i un 5% després d'haver estat remullades en àcid just abans d'acabar la fabricació, moment en què l'estora es banya en l'electròlit àcid que les fines fibres que la componen acaben absorbint.
La tecnologia AGM és molt menys delicada que les bateries clàssiques d'electròlit líquid i suporta un nombre més gran de cicles de descàrrega profunda, ja que permet que l'electròlit s'evapori durant la fase de càrrega i descàrrega (és a dir, quan augmenta la temperatura interna), però al final de la fase el gas es recombina amb l'àcid mantenint la bateria amb plenes prestacions. En el cas d'ús cíclic pesat (màquines de neteja industrials, cotxes de golf i vehicles elèctrics, etc.) és recomanable recórrer a bateries AGM que permetin descàrregues més profundes i un nombre més gran de cicles de càrrega/descàrrega propis d'un ús intens. Les bateries AGM són adequades tant per al seu ús cíclic (suporten molts cicles de càrrega/descàrrega) com per a ús tampó (reserva d'energia a llarg termini) 
Les plaques d'una bateria AGM poden tenir qualsevol forma. Alguns són planes, mentre que altres estan doblegades o enrotllades. Le cel·les AGM Tant les bateries de cicle profund com del tipus d'arrencada estan integrades dins d'una caixa rectangular segons les especificacions del codi de la bateria del Battery Council International (BCI).
Igual que amb les bateries de plom-àcid, per tal de maximitzar la vida útil d'una bateria AGM, és important seguir les especificacions de càrrega del fabricant i es recomana l'ús d'un carregador de voltatge regulat. Hi ha una correlació directa entre la profunditat de descàrrega (DOD) i el cicle de vida de la bateria, amb diferències entre 500 i 1300 cicles segons el DOD.

## Aplicacions
Les bateries AGM són més resistents a l'auto-descàrrega que les bateries convencionals en un ampli interval de temperatures i per això s'utilitzen amb finalitats marines recreatives. Diversos proveïdors ofereixen bateries marines de cicle profund AGM. Normalment tenen al seu favor el seu baix manteniment i la seva qualitat a prova de vessaments, tot i que generalment es consideren una solució més cara amb relació amb les cel·les inundades tradicionals.
En línies generals, les bateries AGM estan especialment indicades per a:
- Nàutica d'esbarjo i professional
- Vehicles i maquinària elèctrica
- Usos industrials
- SAI i emergència en general
- Energia Solar

S'utilitzen àmpliament en grans dispositius elèctrics portàtils, sistemes fora de xarxa i funcions similars, on es necessiten grans quantitats d'emmagatzematge a un cost més baix que altres tecnologies de baix manteniment com els ions de liti.
Moltes motocicletes i vehicles tot terreny (ATV) moderns del mercat utilitzen bateries AGM per reduir la probabilitat de vessar àcid durant les corbes, vibracions o després d'accidents, i per motius d'embalatge. La bateria més lleugera i petita es pot instal·lar amb un angle estrany si és necessari per al disseny de la motocicleta. A causa dels costos de fabricació més elevats en comparació amb les bateries de plom-àcid inundades, actualment les bateries AGM s'utilitzen en vehicles de luxe. A mesura que els vehicles es fan més pesats i s'equipen amb més dispositius electrònics, com ara el control de navegació i estabilitat, les bateries AGM s'estan utilitzant per reduir el pes del vehicle i proporcionar una millor fiabilitat elèctrica en comparació amb les bateries de plom-àcid inundades.
Els BMW de la sèrie 5 de març de 2007 incorporen bateries AGM juntament amb dispositius per recuperar l'energia dels frens mitjançant la frenada regenerativa i el control per ordinador per garantir que l'alternador carregui la bateria quan el cotxe està desaccelerant. Els vehicles utilitzats en curses d'automòbils poden utilitzar bateries AGM a causa de la seva resistència a les vibracions.
Els AGM de cicle profund també s'utilitzen habitualment en instal·lacions d'energia solar i eòlica, sistemes fora de xarxa com a banc d'emmagatzematge d'energia i en robòtica amateur a gran escala, com ara les competicions FIRST i IGVC.
Les bateries AGM s'escullen habitualment per a sensors remots com les estacions de control de gel a l'Àrtida. Les bateries AGM, a causa de la seva manca d'electròlit lliure, no s'esquerdaran ni es filtraran en aquests ambients freds.

## Avantatges

Bateria AGM

Les bateries AGM (Absorbent Glass Mat) són acumuladors de plom-àcid en els quals l'electròlit s'absorbeix en separadors consistents en una massa esponjosa en fibra de vidre, al mateix temps, tenen un recipient segellat amb una recombinació de gasos generats en la descàrrega que tenen els següents avantatges:
- Temps de recàrrega més curt que les bateries de plom-àcid inundades.[11]
- No es pot tolerar la sobrecàrrega: la sobrecàrrega condueix a una fallada prematura.[11]
- Vida útil més curta, en comparació amb la bateria de cel·les humides amb un manteniment adequat.[11]
- Genera "significativament" menys gas d'hidrogen.[11]
- Les bateries AGM són per naturalesa, més segures per al medi ambient i més segures d'utilitzar.
- Es pot utilitzar o col·locar en qualsevol orientació.

- sense manteniment (veritablement);
- són compactes i molt resistents a les tensions mecàniques (tan resistents que s'utilitzen amb finalitats militars);
- es poden muntar en qualsevol posició;
- es poden utilitzar a grans altituds i al mar;
- suporten millor les altes temperatures (ideal per a fonts d'alimentació ininterrompuda);
- gràcies a la divisió de les plaques per la malla de fibres de vidre, no hi ha perill de curtcircuit entre cèl·lula i cèl·lula;
- són adequades per engegar motors gràcies als seus alts corrents d'entrada;
- tenen un baix nivell d'auto-descàrrega i un alt rendiment amperomètric durant la càrrega;
- Temps de càrrega més curts que les bateries d'electròlit líquid;
- immunes al risc de vessament accidental d'àcid;
- adequat per a instal·lacions properes a persones i dispositius electrònics.

- Són compactes, molt resistents a les tensions mecàniques (tan resistents per ser utilitzats amb finalitats militars) i es poden muntar en qualsevol posició. Es poden utilitzar a gran altitud o al mar, i són més capaços de fer front a les altes temperatures.
- Són aptes per a l'arrencada de motors gràcies als seus alts corrents d'arrencada, tenen una baixa autodescàrrega i un alt rendiment amperomètric durant la càrrega. També tenen una resistència interna menor que les bateries normals de plom-àcid i mantenen una tensió més constant, i es carreguen més ràpidament;
- No requereixen manteniment.

## Cost
Normalment costen més que les bateries normals de plom-àcid i encara més si tenen plaques en espiral, però si es tenen en compte les millors prestacions, comparativament poden costar menys que les bateries clàssiques amb les mateixes prestacions.